# Nóvaya Poliana
Nóvaya Poliana (en ruso: Новая Поляна) es un jútor del raión de Zernograd del óblast de Rostov de Rusia. Está situado en la orilla izquierda de un pequeño afluente del río Elbuzd, afluente del Kagalnik, 30 km al suroeste de Zernograd y 80 km al sureste de Rostov del Don, la capital del óblast. 
Pertenece al municipio Guliái-Borísovskoye.